# First National Bank of Commerce Building
El First National Bank of Commerce Building, ubicado en 210 Baronne Street en el distrito central de negocios de la ciudad de Nueva Orleans, en el estado de Luisiana (Estados Unidos). Es un rascacielos de 19 pisos y 76,81 m de altura. Fue inaugurado en 1927. Fue diseñdo en estilo neocásico por el prollífico arquitecto Emile Weil. Actualmente, el edificio está programado para albergar el condominio y el desarrollo de apartamentos Kailas Tower, del desarrollador de Nueva Orleans Mohan Kailas.